# Liste des distinctions d’Isabelle Huppert
Cette page dresse la liste des distinctions d’Isabelle Huppert.

## Distinctions

### Industries cinématographiques internationales

#### Oscars
| Année | Œuvre | Catégorie         | Résultat |
| ----- | ----- | ----------------- | -------- |
| 2017  | Elle  | Meilleure actrice | Nommée   |

#### Golden Globes
| Année | Œuvre | Catégorie                                 | Résultat |
| ----- | ----- | ----------------------------------------- | -------- |
| 2017  | Elle  | Meilleure actrice dans un film dramatique | Lauréate |

#### British Academy Film Awards
| Année | Œuvre          | Catégorie                | Résultat |
| ----- | -------------- | ------------------------ | -------- |
| 1978  | La Dentellière | Meilleure espoir féminin | Lauréate |

### Industries cinématographiques nationales

#### César
| Année | Catégorie                             | Œuvre                 | Résultat |
| ----- | ------------------------------------- | --------------------- | -------- |
| 1976  | Meilleure actrice dans un second rôle | Aloïse                | Nommée   |
| 1978  | Meilleure actrice                     | La Dentellière        | Nommée   |
| 1979  | Meilleure actrice                     | Violette Nozière      | Nommée   |
| 1981  | Meilleure actrice                     | Loulou                | Nommée   |
| 1982  | Meilleure actrice                     | Coup de torchon       | Nommée   |
| 1989  | Meilleure actrice                     | Une affaire de femmes | Nommée   |
| 1995  | Meilleure actrice                     | La Séparation         | Nommée   |
| 1996  | Meilleure actrice                     | La Cérémonie          | Lauréate |
| 1999  | Meilleure actrice                     | L'École de la chair   | Nommée   |
| 2001  | Meilleure actrice                     | Saint-Cyr             | Nommée   |
| 2002  | Meilleure actrice                     | La Pianiste           | Nommée   |
| 2003  | Meilleure actrice                     | Huit Femmes           | Nommée   |
| 2006  | Meilleure actrice                     | Gabrielle             | Nommée   |
| 2013  | Meilleure actrice dans un second rôle | Amour                 | Nommée   |
| 2016  | Meilleure actrice                     | Valley of Love        | Nommée   |
| 2017  | Meilleure actrice                     | Elle                  | Lauréate |